# 메틸렌다이옥시기

메틸렌다이옥시기의 화학 구조

메틸렌다이옥시기(영어: methylenedioxy group)는 2개의 화학 결합에 의해 분자의 나머지 부분에 연결된 구조식이 R-O-CH2-O-R'인 작용기에 대해 화학, 특히 유기화학 분야에서 사용되는 용어이다. 메틸렌다이옥시기는 메틸렌 가교(-CH2- 단위)에 연결된 두 개의 산소 원자로 구성된다. 메틸렌다이옥시기는 일반적으로 사프롤을 포함한 천연물 및 타다라필, MDMA, 파록세틴, 피페로닐 부톡사이드와 같은 약물 및 화학 물질에서 널리 발견되는 메틸렌다이옥시페닐기 또는 벤조다이옥솔기를 형성하는 페닐과 같은 방향족 구조에 부착되어 발견된다.
사이토크롬 P450 슈퍼패밀리 내의 효소는 개방된 인접 페놀 및 메톡시기의 폐쇄에 의해 메틸렌다이옥시기 가교를 형성할 수 있다. 이러한 과정으로 만들어진 생성물의 예로는 카나딘과 베르베린이 있다. 유사하게 슈퍼패밀리의 다른 구성원이 오르토 탈메틸화를 수행하여 가교를 열 수 있다. 예를 들어  MDMA와 MDA 모두의 대사에서 적용되는 과정이다.

## 같이 보기
- 에틸렌다이옥시기